# Ikkó ikki

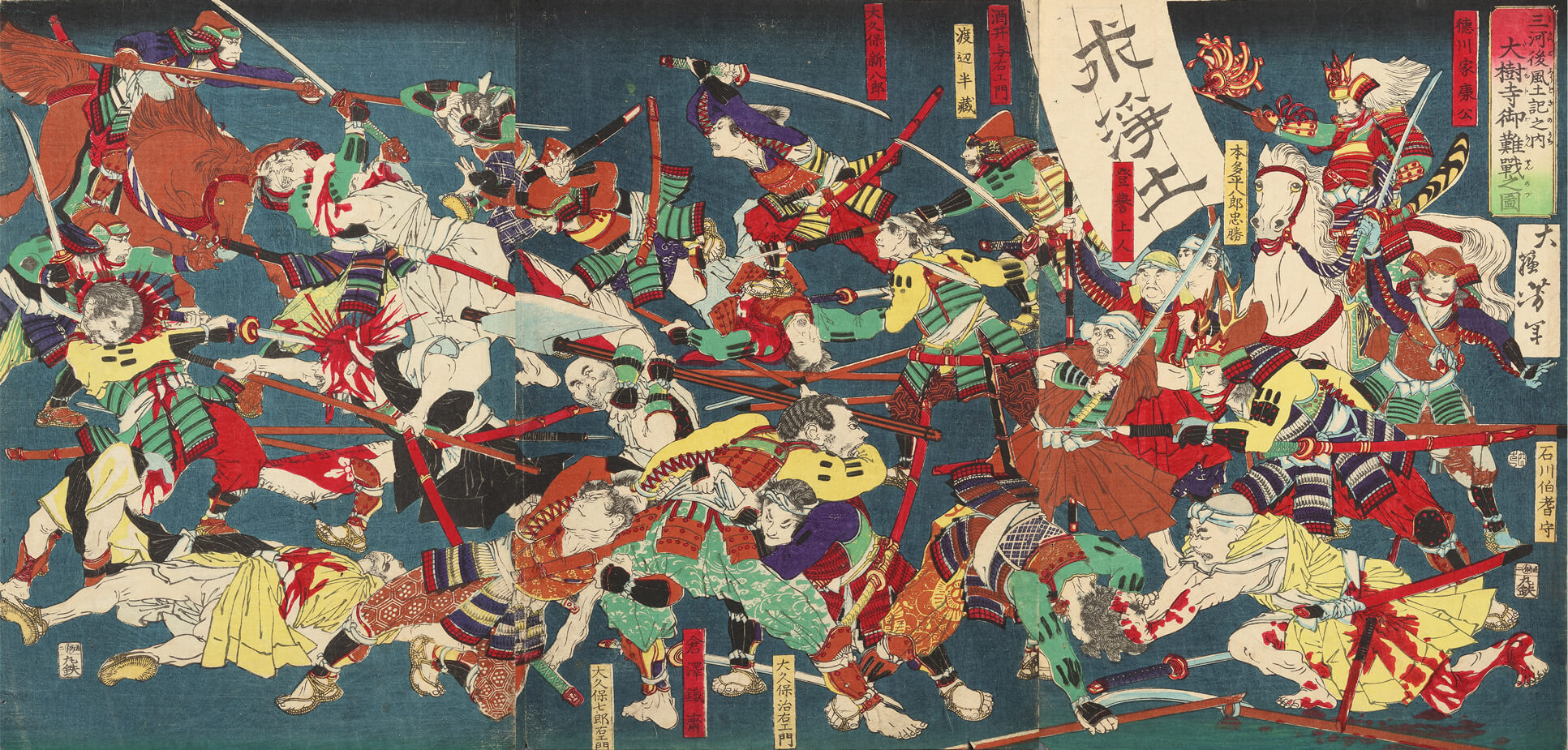
Az azukizakai csata

Az ikkó ikki (japánul: 一向一揆, Hepburn-átírással: ikkō ikki) a japán dzsódo sin buddhista szekta (gúnynevén ikkó: ’mániákusok’, ikkó ikki: ’mániákusok szövetsége’) fegyveres felkelései és területhódításai a 15-16. században, amit részben a kereszténység megjelenése provokált ki. 1486-ban vettek részt először fegyveres konfliktusban, 1488-ban meggyilkolták Kaga tartomány kormányzóját, és majdnem száz évig uralkodtak ott és más tartományokban is. Központjuk Oszaka mellett, az Isijama Hongandzsi templom volt.
Az első győzelmet Tokugava Iejaszu aratta felettük 1564-ben saját birtokán, Azukizakában. 1571-ben Oda Nobunaga elpusztította a Hiei-hegyi templomukat, Enrjakudzsit, majd 1574-ben bekerített ikkó ikki lázadókra gyújtotta rá az épületeiket, 20 000-et megölve közülük. Végső, 1580-as vereségük is az ő nevéhez fűződik: felperzselte oszakai főtemplomukat, az Isijama Hongandzsit, és visszakergette őket Kiotóba. A dzsódo sin a parasztszolidaritást és -boldogítást hirdette, de a szektának is meg a gyakran lázadásai élére álló helyi földesuraknak (kokudzsin, a daimjók elődei) is igencsak világi céljaik voltak.